# Cedar Point, Kansas
Cedar Point är en ort i Chase County i Kansas. Vid 2020 års folkräkning hade Cedar Point 22 invånare.